# 白水
《白水》是一首先秦逸詩，見於《管子·小問》與《列女傳·齊管妾婧》管仲所引。《管子》原文作：“浩浩者水，育育者魚。未有室家，而安召我居？”《列女傳》原文作：“浩浩白水，鯈鯈之魚。君來召我，我將安居？國家未定，從我焉如？”內容為表現賢士因未有家室而不願受召的心理，風格與《詩經》相仿。